# Xã Birch Run, Michigan
Xã Birch Run (tiếng Anh: Birch Run Township) là một xã thuộc quận Saginaw, tiểu bang Michigan, Hoa Kỳ. Năm 2010, dân số của xã này là 6.033 người.